# رین آسوکا
رین آسوکا (انگلیسی: Rin Asuka; ۲۸ مارس ۱۹۹۱ – ) بازیگر اهل ژاپن بود. وی از سال ۲۰۰۶ میلادی تاکنون مشغول فعالیت بوده‌است.